# Hirikyathanahalli, Hunsur
Hirikyathanahalli là một làng thuộc tehsil Hunsur, huyện Mysore, bang Karnataka, Ấn Độ.